# Světový kongres esperanta 2016
| Esperanto |  |
| |  |
| Jazyk |  |
| |  |
| - Akademie esperanta - Gramatika - Slovníky - Esperantologie - Abeceda - Číslovky - Fundamento - lernu! - Letní škola esperanta                                                                             |  |
| |  |
| Organizace |  |
| |  |
| - UEA - TEJO - E@I - EEU - SAT - Český esperantský svaz - Česká esperantská mládež - Esperantské kluby - Katolíci                                                                                           |  |
| |  |
| Dějiny |  |
| |  |
| - Ludvík Lazar Zamenhof - Časová osa - Buloňská deklarace - Ido-schizma - Krize ata/ita - Neutrální Moresnet - Interhelpo - Pražský manifest - Bona Espero - Esperantské město                              |  |
| |  |
| Kultura |  |
| |  |
| - Esperantská setkání - Pasporta Servo - Hudba - Rozhlas - Finvenkismus - Homaranismus - Kabei - Politika - La Espero - Stelo - Symboly (vlajka) - UK - IJK - Esperantista - Rodilí mluvčí - Zamenhofův den |  |
| |  |
| Literatura |  |
| |  |
| - Autoři - Esperantské časopisy - Esperantské slovníky - PIV - Wikipedie - KAEST |  |
| |  |
| Úhly pohledu |  |
| |  |
| - Propedeutická hodnota - Srovnání s idem - Srovnání s interlinguou - Reformy - Odpor vůči esperantu |  |

Logo 101. světového kongresu esperanta (2016) v Nitře na Slovensku.

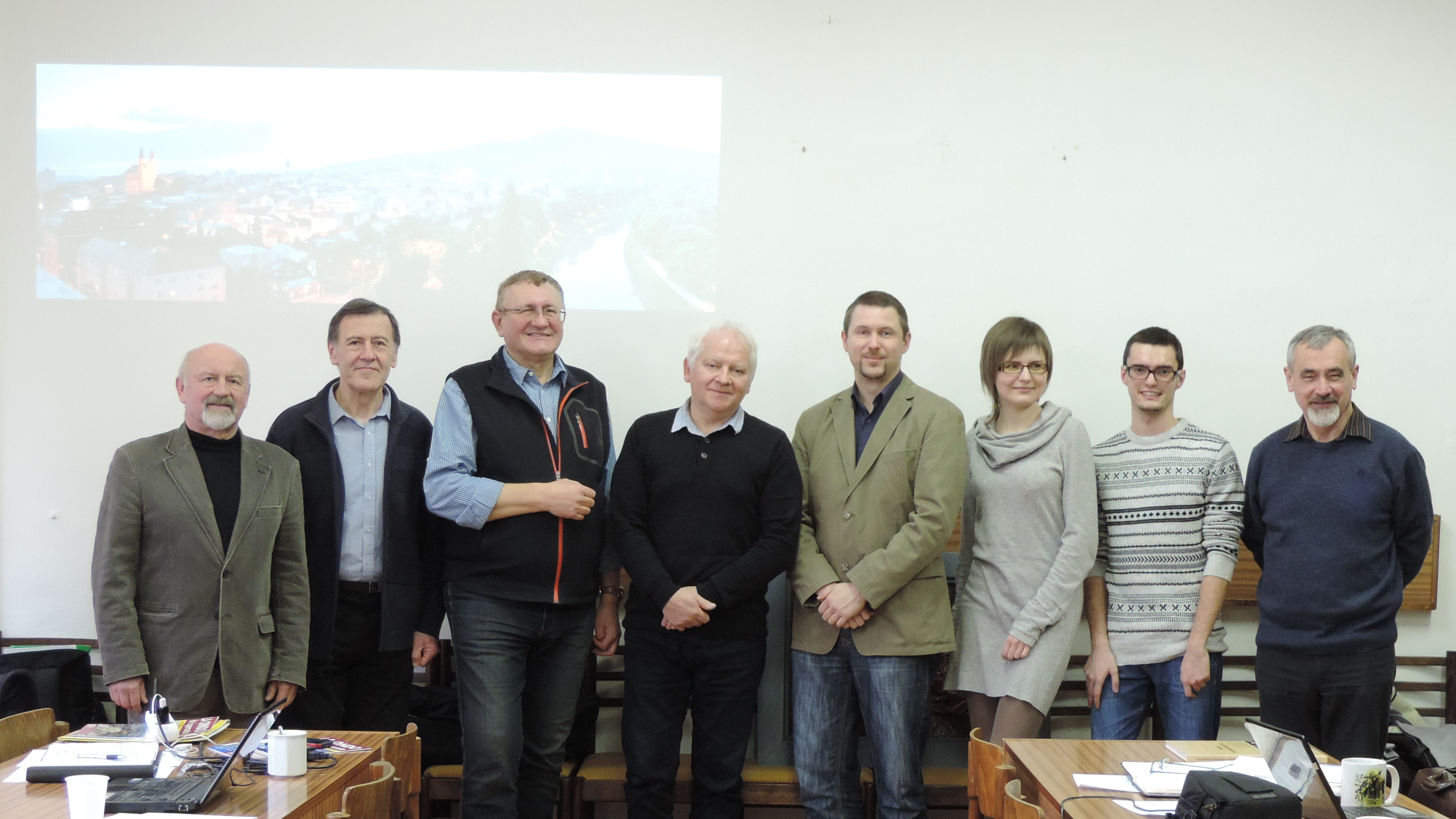
Místny organizačný výbor (stav k lednu 2015)

101. světový kongres esperanta (v esperantu Universala Kongres de Esperanto, zkratka UK) se uskutečnil v červenci 2016 v Nitře (23.07.–30.07.2016). V listopadu 2014 prezident Andrej Kiska přijal záštitu nad akcí. Ředitelství Slovenské pošty zároveň oznámilo vydání speciální poštovní známky u příležitosti této akce. Bude to první známka s esperantským motivem vydána na Slovensku.
Organizátoři očekávali 1500 esperantistů ze 60 zemí. Akce proběhla v prostorách Slovenské poľnohospodárské univerzity v Nitre.